# Uraeginthus
Uraeginthus je rod malých afrických pěvců převážně modrého zbarvení. Bývají oblíbení mezi chovateli okrasného ptactva, například druh motýlek rudouchý byl v Praze vystavován již okolo roku 1880 a populární je i ve 21. století. Druhy motýlek angolský a rudouchý, které byly popsány jako první, byly původně řazeny do rodu Fringilla, tedy pěnkava. Motýlek modrohlavý a rudouchý jsou v angličtině označováni slovem Cordon-bleu, což může značit, že tyto druhy se do Evropy dostaly přes Francii.
Ve volné přírodě žijí v párech nebo malých skupinkách.

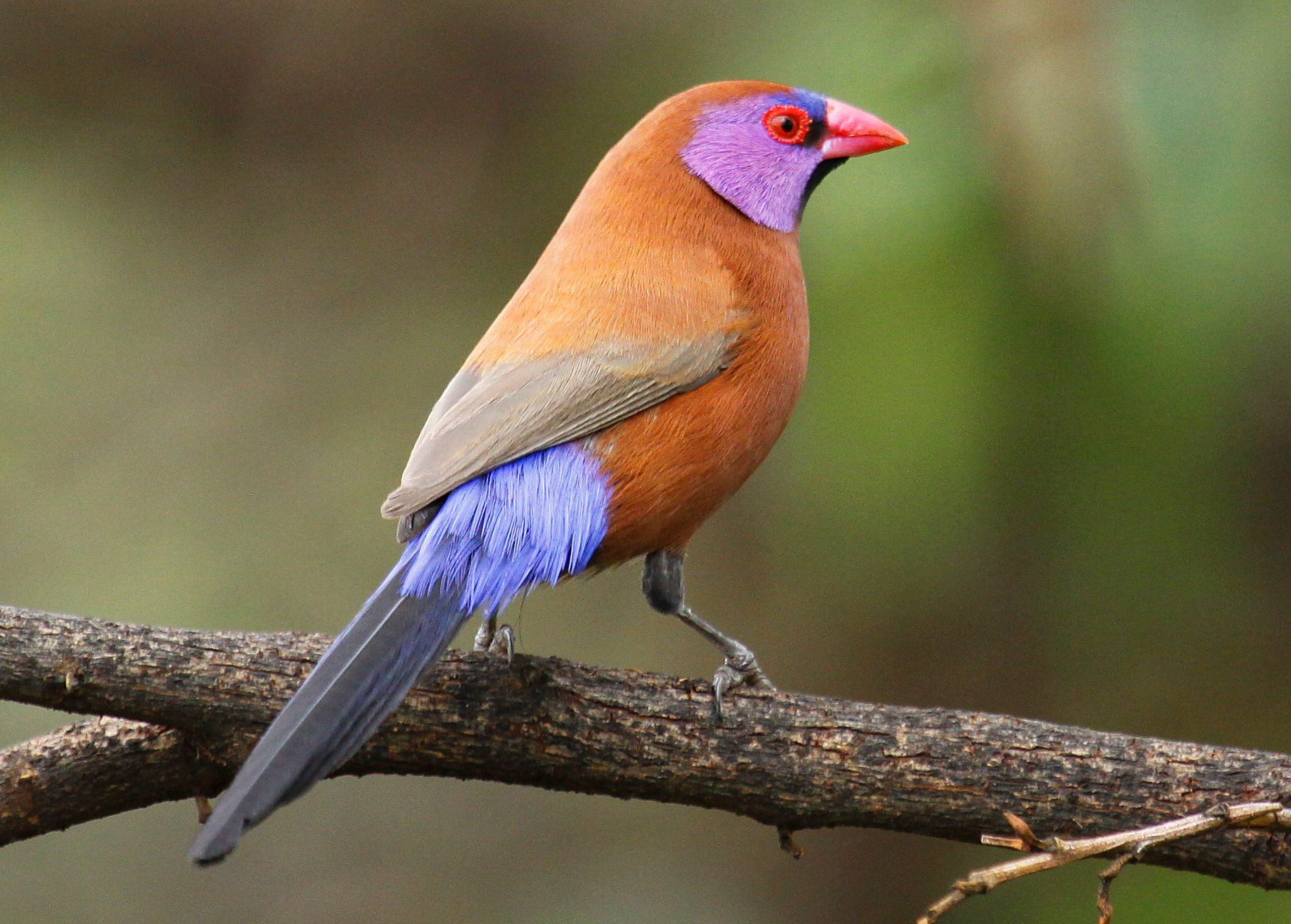
Motýlek granátový

## Druhy
- Motýlek angolský (Uraeginthus angolensis)
  - Druh motýlek angolský byl popsán již roku 1758 švédských botanikem Carlem Linéem jako Fringilla angolensis. Bývají uváděny dva poddruhy. Horní část těla je převážně hnědá, naopak dolní partie jsou zářivě modré. Čerstvě narozená ptáčata mají černou kůži a jemné chmýří na hlavě. Samci bývají živějšího zbarvení, než samice. Motýlky angolské je snadné si splést se samicemi motýlků rudouchých i motýlků modrohlavých. Druh je ale typický například tím, že zpívají i samice, což není u pěvců samozřejmostí.
- Motýlek rudouchý (Uraeginthus bengalus)
  - Motýlka rudouchého poprvé popsal Carl Linné ve dvanáctém vydání díla Systema Naturae a to pod jménem Fringilla bengalus. Zajímavostí je, že latinské bengalus označuje Bengálsko v Indii, tito ptáci ale obývají Afriku. Pravděpodobně se jednalo o chybu při zaslání vzorku, kdy se připletl mezi indické druhy ptactva. Ve volné přírodě můžeme motýlky rudouché najít, podobně jako další druhy astrildovitých ptáků, na travnatých pláních severoafrických savan, pouští i polopouští. Přesné rozšíření záleží na jednotlivém poddruhu, kterých bývá běžně uváděno pět.[1] V minulosti byly uváděny ještě další dva poddruhy, jedná se ale spíše o formy nominátního poddruhu. Živí se semínky travin, která před spolknutím zbaví slupky. Motýlek rudouchý je mezi chovateli okrasných ptáků oblíbeným druhem již dlouho. Jen v Praze byli tito ptáci poprvé vystavování okolo roku 1880.
- Motýlek modrohlavý (Uraeginthus cyanocephalus)
  - Motýlek modrohlavý byl poprvé popsán roku 1897 jako Estrilda cyanocephala a vzorek, na základě kterého byl druh popsán, pocházel z oblasti hory Kilimandžáro. U tohoto druhu se nerozlišují žádné poddruhy. Obývají především Etiopii, Jižní Súdán, Tanzanii, Keňu a Somálsko. Samci mají zářivě modrou hlavu a náprsenku, naopak samice je modrá jen na lících. Zobák karmínově červený. Hlavní součást jejich potravy tvoří, podobně jako je tomu u motýlků rudouchých, semena travin, například proso. Tento druh hnízdí na konci období dešťů, které se v Africe střídá s obdobími sucha. Mláďata nekrmí rovnou, ale potravu nejdříve sami sežerou a následně ji podají ptáčatům jako kašovitou směs.
- Motýlek granátový (Uraeginthus granatina)
  - Motýlek granátový byl poprvé popsán Carlem Linéem v roce 1766. Bývají uváděny tři poddruhy. Motýlci granátoví jsou pestře zbarvení, s délkou těla okolo 11,5 cm. Obývají Jihoafrickou republiku, Angolu, Botswanu, Mosambik, Namibie, Zambii a Zimbabwe. U druhu je patrný pohlavní dimorfismus – zatímco samci jsou pestře zbarvení, samičky jsou „nudnější“. Duhovka je červenohnědá u obou pohlaví. Často tvoří skupiny s motýlky rudouchými.
- Motýlek modrobřichý (Uraeginthus ianthinogaster)